# 시모키타즈루촌
시모키타즈루촌(下北津留村)은 오이타현 기타아마베군에 있던 촌이다. 현재의 우스키시의 일부에 해당한다. 